# Mixer (danse)
Pour les articles homonymes, voir Mixer.

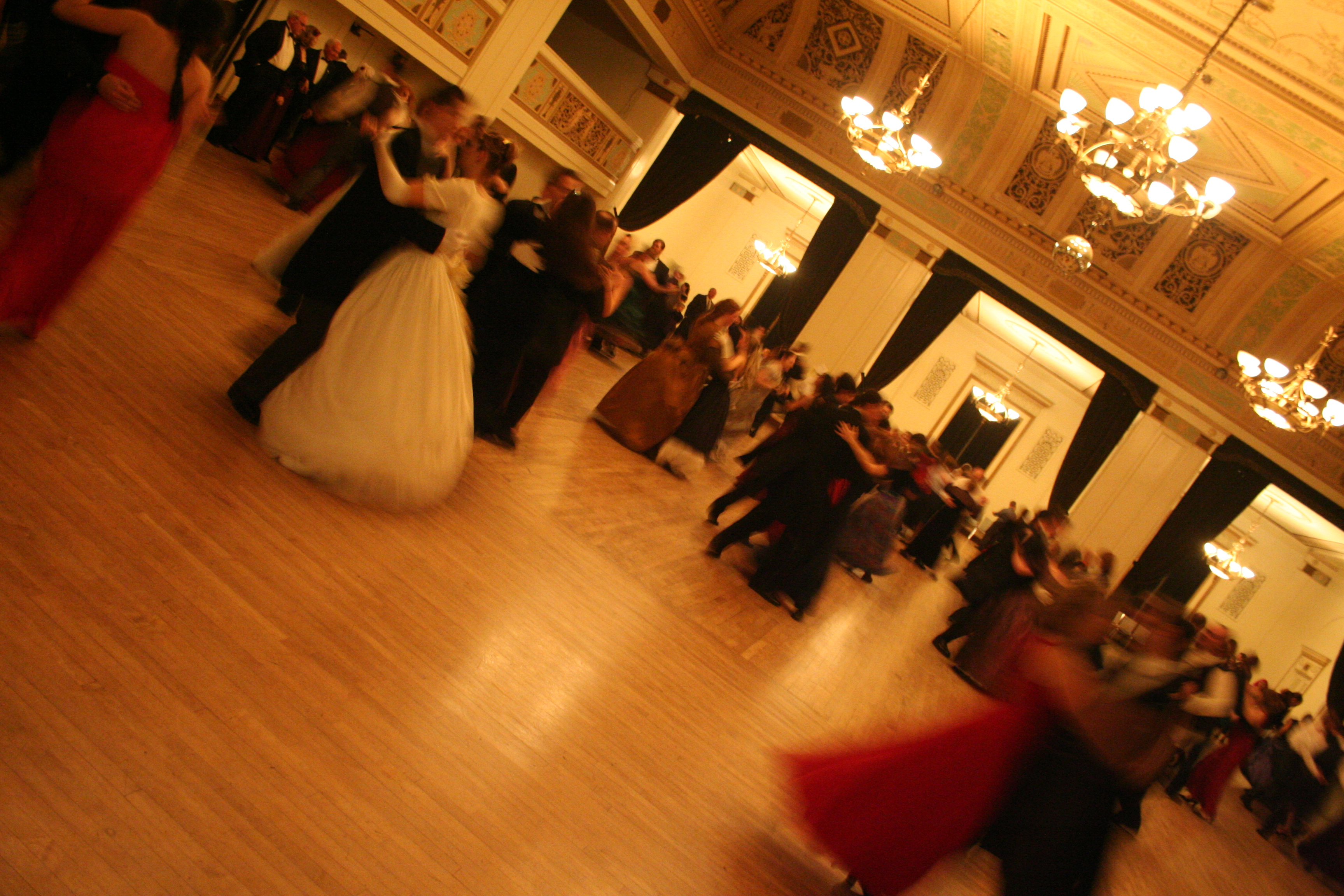
Gaskell Ball

Un mixer est une danse collective dans laquelle les danseurs changent continuellement de partenaire, ce qui permet à chacun de rencontrer tout le monde. C'est ce brassage qui lui a valu le nom de « mixer » (appellation d'origine américaine). 
Le changement de partenaire peut être construit directement par la chorégraphie de la danse, avec une figure finale du cycle de danse qui l'entraîne, ou au contraire être informel et plus aléatoire, voire simplement appelé par quelqu'un. Ainsi, un mixer aide souvent les danseurs à rencontrer de nouveaux partenaires, mais permet aussi aux débutants de danser en compagnie de danseurs plus expérimentés.

## Origines
Les origines du mixer sont surtout britanniques, et nord-américaines (États-Unis et Québec). Les formes dansées dans les bals traditionnels, tels que le cercle circassien ou la chapelloise sont relativement récentes et datent souvent de la fin du XIXe siècle. Aujourd'hui, tous les mixers ne sont pas traditionnels. En effet, de nouveaux agencements, figures ou variantes sont nés avec le revivalisme de la culture traditionnelle à la fin du XXe siècle.

## Règles de base
Les procédures de brassages varient beaucoup selon les mixers. Cependant, il existe de nombreuses règles de bases :
- la règle consistant à « ne jamais dire non » n'est pas tout à fait respectée dans les mixers. En effet, si l'on a déjà dansé avec une personne, il faut éviter de danser à nouveau avec elle, l'objectif du mixer étant justement de danser avec de nouvelles personnes
- on trouve parfois une zone pour les danseurs n'ayant pas trouvé de partenaire, au centre du cercle, par exemple. Ce genre de situation peut survenir en raison d'un processus de mixage inadapté, d'un nombre inégal de danseurs et de danseuses, ou encore d'une erreur des danseurs.

## Les pas de base
Dans les mixers, on se déplace la plupart du temps en marchant au même tempo que la musique. Cependant, de nombreux autres pas sont utilisés lors des mixers, dont les deux pas qui suivent, qui sont assez fréquemment utilisés : 
- Le pas simple : semblable au pas de polka, le pas simple s'exécute en alternant pied droit et pied gauche sur le rythme présenté ci-contre.
- Le pas double : il est le plus souvent utilisé dans le cas d'un avance-recule. On fait tout d'abord le pas double en avançant et en commençant par le pied droit. Lorsque l'on a fini le pas, on est près pour reculer avec le pied gauche.
- Pour un avance-recule, on peut également faire trois pas en avant et grouper, puis trois pas en arrière et grouper à nouveau.

Dans certains cas, on pourra également utiliser la course anglaise (running step), le pas de valse, le pas de polka, le cloche-pied, le sautillé (skipping·step), le galop (slipping·step), le pas de quatre (change-hop-step) qui consiste à faire trois pas de marche et un cloche·pied, ou encore des pas plus complexes comme le rant-step, le pas de bourrée ou le pas de hambo.

## Les formes
Selon les mixers, on retrouvera principalement les trois formes suivantes : le Big Circle, le Big Set et le Sicilian Circle (cercle sicilien). On trouve également le Double Sicilian Circle et le Threesome. Le Sicilian Circle, le Double Sicilian Circle et le Threesome ne sont pas à proprement parler des mixers mais ils ont en fait la même fonction : ici, ce ne sont pas les danseurs qui changent individuellement de partenaire mais ce sont les couples qui sont "mixés".

### Le Big Circle
Afin de former un Big Circle, les danseurs se mettent en cercle en se tenant la main, garçons et filles alternés. Chaque garçon a sa partenaire à sa droite. De manière générale, les garçons tiennent la main des filles par-dessous, pouces vers l'intérieur. Dans la famille des Big Circle, on trouve notamment le cercle circassien, le lucky seven et la tarentelle (du moins la forme dansée dans les bals folks en France).

### Le Big Set
Les hommes tournent le dos au centre et sont en face de leur partenaire. La personne située en diagonale à gauche est nommée le corner gauche et celle située en diagonale à droite est appelée le corner droit. Si la danse inclut une promenade, les couples se mettent dans le sens du cercle afin de pouvoir tourner.  Le "mixage" se fait souvent en faisant passer sous son bras sa cavalière qui va donc devenir la partenaire de son précédent corner gauche, ou droit, selon le sens de rotation du cercle. La chapelloise est une sorte de big circle (bien que ce ne soit pas tout à fait le cas dans l'absolu). La valse des roses utilise en même temps le Big Circle et le Big Set, selon les parties.

### Le Sicilian Circle
Les danseurs forment des quadrettes disposées sur les rayons d'un cercle. Dans un quadrette, l'homme à sa cavalière à sa droite et la cavalière du second couple en face de lui, c'est son vis-à-vis. Chaque couple danse l'ensemble des figures avec le couple en face, puis change de couple partenaire pour recommencer les figures.

### Le Double Sicilian Circle
Le principe est le même que dans le Sicilian Circle,sauf qu'il y a deux quadrettes côte à côte.

### Le Threesome
Le Threesome fonctionne également sur le même principe que le Sicilan Circle, sauf que la disposition n'est pas la même. Dans le Threesome, six personnes se font face sur un rayon du cercle : de chaque côté, on trouve un garçon entre deux filles. Chaque danseur a donc un danseur du même sexe en face de lui. Une variante consiste à mettre tous les trios dans le même sens sur le cercle, ce qui fait que plus personne n'est en face de quelqu'un.

## Quelques mixers
- Un couple danse en se déplaçant de manière rectiligne en partant d'un bout de la salle jusqu'à atteindre l'autre bout. Ensuite, le couple se sépare et marche sur les côtés de la salle pour rejoindre leur point de départ. Là, les danseurs changent de partenaire pour traverser à nouveau la salle. Le brassage dans les danseurs dépend surtout de la vitesse que met un couple pour traverser la salle.
- Un couple fait le tour de la salle et, lorsqu'il est revenu à son point de départ, les deux danseurs le composant changent de partenaire.
- Les couples dansent jusqu'à ce que la musique fasse une pause. À ce moment, chaque danseur change de partenaire en se dirigeant vers le danseur le plus proche.
- Les couples dansent jusqu'à ce que la musique fasse une pause. À ce moment, les danseurs forment deux cercles concentriques, l'un composé de femme et l'autre d'hommes. Une musique différente commence. Tant que celle-ci continue, les deux cercles marchent dans une direction opposée. Dès qu'elle s'arrête, chaque danseur prend comme partenaire la personne à côté de qui il s'est arrêté. S'il y a un déséquilibre entre hommes et femmes, les danseurs n'ayant pas de partenaire vont en inviter un(e).
- La même chose que ci-dessus, sauf qu'au lieu de marcher pendant la musique de « brassage », les danseurs commencent une danse en cercle simple avec des échanges de partenaire fréquent.
- Une version amusante de la version ci-dessus, observée lors d'une polka-mixer en Lituanie : après avoir dansé, le meneur annonce « Les garçons à l'intérieur, les filles à l'extérieur... Les filles continuent à danser, les garçons se toilettent ! » Ensuite, il annonce : « Les garçons à l'extérieur, les filles à l'intérieur... Les filles continuent à danser, les garçons se toilettent ! » (les filles qui espéraient se toiletter, n'en auront pas le loisir).
- Paul Jones est le nom donné à de nombreux mixers populaires durant le premier quart du XXe siècle. Ils continueront cependant à être utilisés en danse traditionnelle jusqu'à nos jours. En voici une variation commune : au signal du meneur, tous les danseurs forment un cercle où garçons et filles  sont alternés (ou plusieurs cercles concentriques s'il y a trop de danseurs). Au second signal du meneur, les danseurs font une chaîne anglaise. La chaîne va faire se déplacer les filles vers leur gauche (c'est-à-dire dans le sens des aiguilles d'une montre) et les garçons dans le sens inverse. Au troisième signal, les danseurs prennent comme partenaires la personne à qui ils tiennent la main à ce moment. Ce signal consiste traditionnellement à crier « Paul Jones ! », mais il peut être remplacé par un sifflement ou autre signal. On continue ainsi tant que le meneur juge bon de le faire[4].
- Familjevalsen, Familie Vals ou Familievals est un mixer connu dans les pays scandinaves. Il est dansé sur un air de valse[5].
- La bastringue, un mixer dansé au Québec sur la mélodie et chanson homonyme.